# Gaetano Fazzari
Gaetano Fazzari (Tropea, 6 ottobre 1856 – Messina, 13 luglio 1935) è stato un matematico italiano.

## Biografia
Ha fondato a Palermo  nel 1895 la rivista mensile di storia et didattica della matematica Il Pitagora, di rilievo nel "panorama internazionale" di quel periodo, pubblicata sino al 1918.

## Pubblicazioni
- Gaetano Fazzari, Breve storia della Matematica: dai tempi antichi al Medio Evo, Sandron, Palermo 1907[3][4] (quest'opera è stata tradotta in russo dal prof. S. Galascin di Rostow, nel 1923).
- G. Fazzari,  Elementi di Aritmetica, con note storiche e numerose questioni varie per le scuole medie superiori, IV edizione, Palermo 1918 [5]
- G. Fazzari, I Numeri reali e l'Equazione esponenziale {\displaystyle a^{x}=b} per le Scuole Medie Superiori, Capozzi, Palermo 1918 [6]
- “Euclide: giornale di matematica per i giovani”, n.3 (23 giugno 2011), “3. Gaetano Fazzari - Diofanto di Alessandria, precursore dell'algebra • Al Hovarezmi”